# Do It Again (Steely Dan)
"Do It Again" is een nummer van de Amerikaanse band Steely Dan. Het nummer verscheen op hun debuutalbum Can't Buy a Thrill uit 1972. Dat jaar werd het nummer uitgebracht als de eerste single van het album.

## Achtergrond
"Do It Again" is geschreven door groepsleden Walter Becker en Donald Fagen en geproduceerd door Gary Katz. De singleversie duurt ruim anderhalve minuut korter dan de albumversie; hierin zijn de intro en de outro verkort en is de orgelsolo eruit geknipt. Het nummer is geschreven in G-mineur en wordt gezongen door Fagen. Tijdens vroege liveversies werd het echter gezongen door David Palmer. In de zanglijn wordt veel gebruik gemaakt van syncope. Daarnaast bevat het nummer een elektrische sitarsolo door groepslid Denny Dias.
"Do It Again" werd in november 1972 uitgebracht als single en behaalde de zesde plaats in de Amerikaanse Billboard Hot 100, waarmee het na de nummer 4-hit "Rikki Don't Lose That Number" de grootste hit is voor de band in hun thuisland. Ook in Canada bereikte het de zesde plaats, terwijl in een aantal andere landen eveneens de hitlijsten werd gehaald. In Nederland kwam de single tot de vijftiende plaats in de Top 40 en de tiende plaats in de Daverende Dertig. In het Verenigd Koninkrijk werd het pas in 1975 een hit en kwam het tot plaats 39 in de hitlijsten.
"Do It Again" is door de jaren heen door een aantal artiesten gecoverd. Waylon Jennings zette het in 1980 op zijn album Music Man. De Italiaanse groep Club House bracht in 1983 "Do It Again Medley with Billie Jean" uit, waarin het nummer in een medley met "Billie Jean" van Michael Jackson werd uitgevoerd. In 1988 bracht de Oostenrijkse zanger Falco een cover uit op zijn album Wiener Blut, die hij later op single uitbracht. In 1997 coverde Paul Hardcastle het nummer op zijn album Cover to Cover. In 2017 zetten Lydia Lunch en Cypress Grove hun versie op het album Under the Covers.

## Hitnoteringen

### Nederlandse Top 40
| Hitnotering: 23-12-1972 t/m 27-01-1973 | Hitnotering: 23-12-1972 t/m 27-01-1973 | Hitnotering: 23-12-1972 t/m 27-01-1973 | Hitnotering: 23-12-1972 t/m 27-01-1973 | Hitnotering: 23-12-1972 t/m 27-01-1973 | Hitnotering: 23-12-1972 t/m 27-01-1973 | Hitnotering: 23-12-1972 t/m 27-01-1973 | Hitnotering: 23-12-1972 t/m 27-01-1973 |
| Week                                   | 1                                      | 2                                      | 3                                      | 4                                      | 5                                      | 6                                      |                                        |
| -------------------------------------- | -------------------------------------- | -------------------------------------- | -------------------------------------- | -------------------------------------- | -------------------------------------- | -------------------------------------- | -------------------------------------- |
| Positie                                | 35                                     | 20                                     | 15                                     | 15                                     | 24                                     | 26                                     | uit                                    |

### Daverende Dertig
| Hitnotering: 23-12-1972 t/m 27-01-1973 | Hitnotering: 23-12-1972 t/m 27-01-1973 | Hitnotering: 23-12-1972 t/m 27-01-1973 | Hitnotering: 23-12-1972 t/m 27-01-1973 | Hitnotering: 23-12-1972 t/m 27-01-1973 | Hitnotering: 23-12-1972 t/m 27-01-1973 | Hitnotering: 23-12-1972 t/m 27-01-1973 | Hitnotering: 23-12-1972 t/m 27-01-1973 |
| Week                                   | 1                                      | 2                                      | 3                                      | 4                                      | 5                                      | 6                                      |                                        |
| -------------------------------------- | -------------------------------------- | -------------------------------------- | -------------------------------------- | -------------------------------------- | -------------------------------------- | -------------------------------------- | -------------------------------------- |
| Positie                                | 24                                     | 16                                     | 14                                     | 10                                     | 21                                     | 29                                     | uit                                    |

### NPO Radio 2 Top 2000
| Nummer met noteringen in de NPO Radio 2 Top 2000 | '99 | '00 | '01 | '02 | '03 | '04 | '05 | '06  | '07  | '08 | '09  | '10 | '11  | '12  | '13  | '14  | '15  | '16  | '17  | '18  | '19  | '20  | '21  | '22  | '23  | '24  |
| ------------------------------------------------ | --- | --- | --- | --- | --- | --- | --- | ---- | ---- | --- | ---- | --- | ---- | ---- | ---- | ---- | ---- | ---- | ---- | ---- | ---- | ---- | ---- | ---- | ---- | ---- |
| Do It Again                                      | 634 | 498 | 453 | 587 | 566 | 675 | 896 | 1041 | 1111 | 823 | 1004 | 963 | 1085 | 1107 | 1112 | 1268 | 1505 | 1713 | 1557 | 1810 | 1970 | 1768 | 1838 | 1833 | 1992 | 1890 |

1. ↑  Een vetgedrukt getal geeft de hoogste notering aan.